# Konszociális demokrácia
A konszociális demokrácia (konszociációs, társulásos, csoportarányos, érdekcsoportos demokrácia) a képviseleti demokrácia egyik típusa, amely különböző társadalmi csoportok képviseletén alapul. Olyan politikai (állam-) nemzetnél amely jelentős létszámú különböző önálló és ellentétekkel terhelt kulturális (nyelvi, etnikai), ideológiai (politikai, vallási) vagy területi csoportokból áll és mindegyikük önálló érdekképviseletet igényel ott az arányos választási rendszer a nagy többség számára elfogadható megoldást jelent. Homogén társadalmaknak megfelelhet az egykamarás, míg heterogén társadalmaknál leggyakrabban kétkamarás törvényhozás a megfelelőbb, melyek hasonló hatáskörrel bírnak. A kamarákba más-más típusú társadalmi csoportokból választanak képviselőket. A képviselői megbízatások a jelentős társadalmi csoportokat hivatottak létszámarányosan képviselni, ami így sokat segít a társadalmi feszültségek csökkentésében. A konszociális demokrácia és a konszenzusos (vagy konszenzusorientált) demokrácia nem egymással felcserélhető rokon értelmű szavak.

## Története
Először Cicero, majd Titus Livius használta a consociatio kifejezést, tudományos fogalomként a föderalista és kontraktualista szerző, Johannes Althusius alkotta meg.

## Típusai

### Etnikai alapú
Elismeri a térségen belüli népcsoportok közötti különbségeket és az egyéni jogokon túl képviseletet, közösségi jogokat biztosítanak az etnikumoknak. Lehetővé teszik a kulturális közösségek fennmaradását, a közösségek egymás mellett élését és a kisebbségek autonómiáját. Hátrányt csökkentő intézkedéseket vezetnek be, vagyis arányosan osztják el a forrásokat, közszolgálati munkahelyeket, képviseleti megbízásokat, és a kisebbségnek vétójoga van, amennyiben úgy érzi, valamely döntés hátrányosan érintené. Illetve közös megegyezésen, konszenzuson alapuló a harmóniára törekvő a különböző csoportok együttműködésével hozzák meg a döntésüket, így megelőzik a későbbi ellentéteket.

#### Gyakorlatban
- Néhány országban, mint például Svájcban, Belgiumban, Kanadában  a konszociális demokrácia megtalálható.
- Észak-Írországban 1998-ban rendszerváltozás ment végbe. A protestáns többség, a katolikus kisebbség, a brit és az ír kormány ekkor írta alá a nagypénteki megállapodást és konszociális demokráciát hozott létre.
- Dél-Tirolban, ha valamelyik nyelvcsoport úgy érzi, valamely jogszabály sérti, a regionális tanácsban vagy a tartományi tanácsban kérheti az „anyanyelvi szempontok szerinti szavazást”, illetve ilyen ügyekben a Bolzanóban működő Közigazgatási Bírósághoz is lehet fordulni. A tartományok az Alkotmánybírósághoz is fordulhatnak ilyen ügyekben.

### Területi alapú
Területi képviselettel a szövetségi államokat (tartományokat, kantonokat) vagy a nagy önállósággal rendelkező nagytérségeket szokás képviselni a parlament egyik kamarájában.

#### Gyakorlatban
- Svájcban az egyik kamara az Államtanács 46 tagját (minden kantonból 2 tag, minden „fél-kantonból” 1) minden kantonban közvetlenül választják.
- Németországban a 16 szövetségi állam képviselői a felsőházban, a Bundesrat-ban (Szövetségi Tanács) foglalnak helyet, amelynek komoly befolyása van a törvényhozás folyamatába. Tagjait nem a szavazópolgárok vagy a választott országgyűlés tagjai választják, hanem a szövetségi államok kormányai adnak nekik megbízást, és ők is hívhatják őket vissza bármikor. Bundesratban az egyes tartományi küldöttségeknek egyetlen egészként kell leadniuk szavazatukat.

### Ideológiai alapú
Politikai pártok arányos választási rendszerén alapszik, melyek különböző politikai ideológiát képviselnek. Homogén társadalmi összetételű parlamentáris köztársaságokban gyakran használatos képviseleti rendszer, ahol a hatalom általában többségi elven működik. 

#### Gyakorlatban
- Szlovákiában Szlovák Nemzeti Tanács százötven tagját az állampolgárok négy évre választják arányos, pártlistás, közvetlen és titkos szavazáson.
- A német modellen alapuló vegyes magyar választási rendszer – amelyet az 1989. évi XXXIV. törvény szabályoz – kétfordulós, kétszavazatos, töredékszavazat-visszaszámláló rendszer, amely a legkisebb szavazatveszteség érdekében kombinálja a többségi (egyéni) és az arányos (pártlistás) rendszert.